# Turíbio Villanova Segura

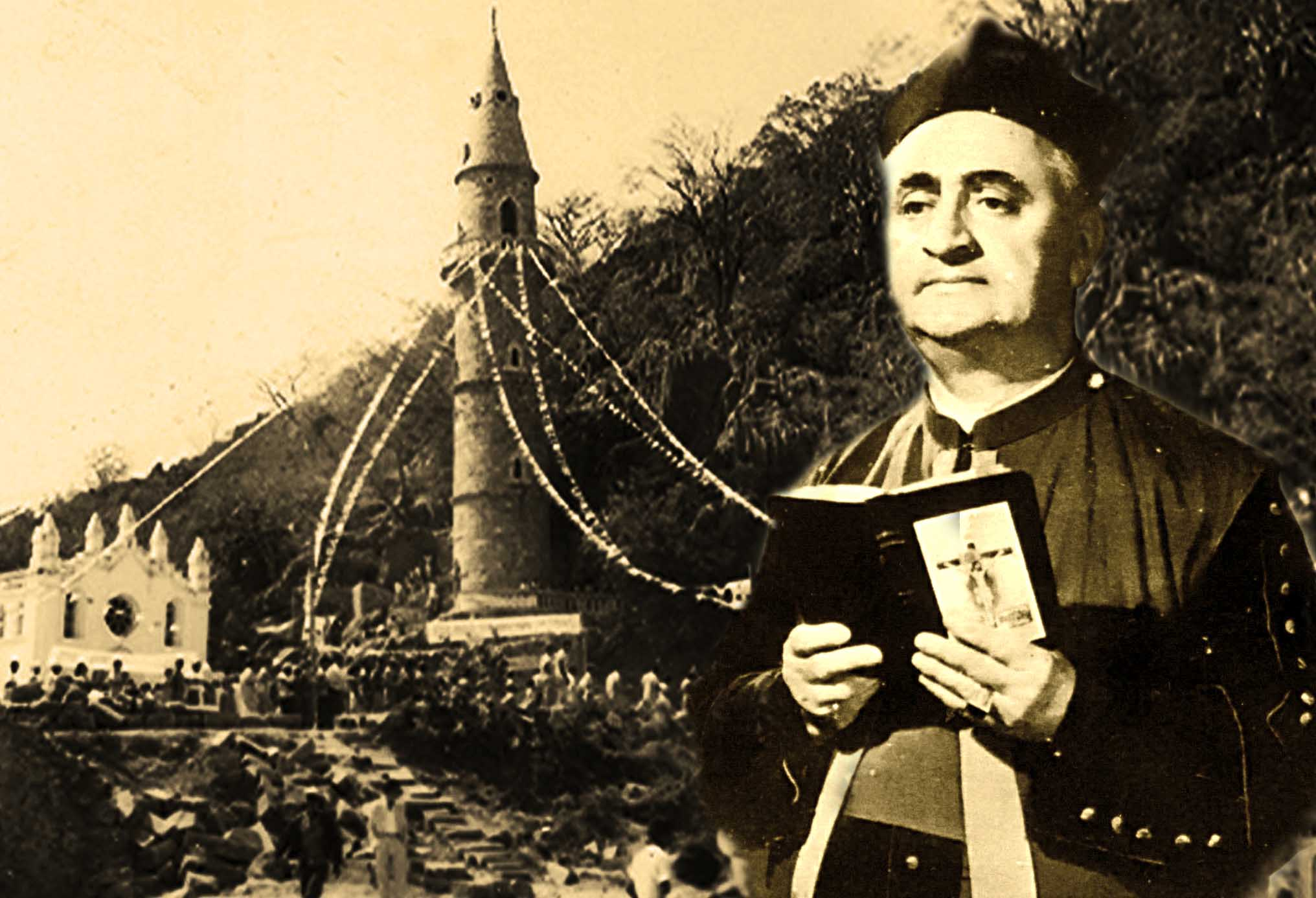
Foto de Monsenhor Turíbio Villanova Segura e inauguração da torre do Santuário da Lapa na década de 50.

Monsenhor Turíbio Villa-nueva y Segura ou Pe. Turíbio, (Burgos,1897 - Rio de Janeiro, 1969) foi um sacerdote católico, espanhol, primeiro e importante historiador do Santuário do Bom Jesus da Lapa e de Nossa Senhora da Soledade e da cidade de Bom Jesus da Lapa, Bahia, conhecido pelos inúmeros trabalhos que prestou à Igreja da Lapa por 23 anos.  

## Biografia
Nasceu em Burgos, Espanha, em 1897. Foi ordenado sacerdote em 17 de novembro de 1918. Vindo para o Brasil em 1933, tomou posse do Curato e Santuário dedicado ao Bom Jesus da Lapa, em 30 de julho do mesmo ano.  
Durante 23 anos à frente da Igreja da Lapa, realizou muitas obras. Adquiriu imagens novas para a gruta; obteve as primeiras estátuas da Via-Sacra; criou a Escola do Santuário valorizando a educação dos lapenses; abriu uma instituição de caridade por nome Abrigo dos Pobres;  realizou reformas no sepulcro do Padre Francisco da Soledade (fundador do Santuário); dedicou uma Gruta à Nossa Senhora da Soledade para resgatar a devoção mariana deste templo, que ficou esquecida por quase meio século; compôs o Hino da Soledade e de Nossa Senhora Imaculada Conceição (devoção do povo lapense); escreveu vários livros, o mais importante, a Resenha Histórica de Bom Jesus da Lapa, em 1937. 
A sua obra de maior destaque, foi a criação da torre do Santuário que mede 40 metros de altura por 6 de largura com estilo de castelo espanhol, única em todo o Brasil, construída com pedras extraídas do morro da Lapa nos anos 1940 a 1950.  
Foi transferido para o Rio de Janeiro em 07 de abril de 1956, dando continuidade ao seu trabalho pastoral com dedicação e zelo apostólico, vivendo em terras cariocas até o último dia de sua vida. Invocando o auxílio da Imaculada Conceição e a misericórdia do Bom Jesus da Lapa, faleceu em 13 de dezembro de 1969, no Convento da Ajuda e sepultado no Cemitério São Francisco Xavier. 

Em 30 de Dezembro de 2020, seus restos mortais foram exumados do Cemitério São Francisco Xavier e levados para o Santuário do Bom Jesus da Lapa, onde foi sepultado na Gruta que ele dedicou a Nossa Senhora da Soledade. Na ocasião, também foi homenageado com uma praça que leva o seu nome.  